# Iubilaeum Maximum
Iubilaeum maximum è una bolla pontificia di papa Pio XII a indizione del Giubileo Universale dell'Anno Santo 1950 e edita il 26 maggio 1949.